# Xã Shoal, Quận Clinton, Missouri
Xã Shoal (tiếng Anh: Shoal Township) là một xã thuộc quận Clinton, tiểu bang Missouri, Hoa Kỳ. Năm 2010, dân số của xã này là 6.093 người.